# 岩崎優
岩崎 優（いわざき すぐる、1991年6月19日 - ）は、静岡県清水市（現：静岡市清水区）出身のプロ野球選手（投手）。左投左打。阪神タイガース所属。
2021年開催の東京オリンピック 野球 金メダリスト。
NPBの左投げ投手としては史上初となる、100ホールド・100セーブの達成者。

## 経歴

### プロ入り前

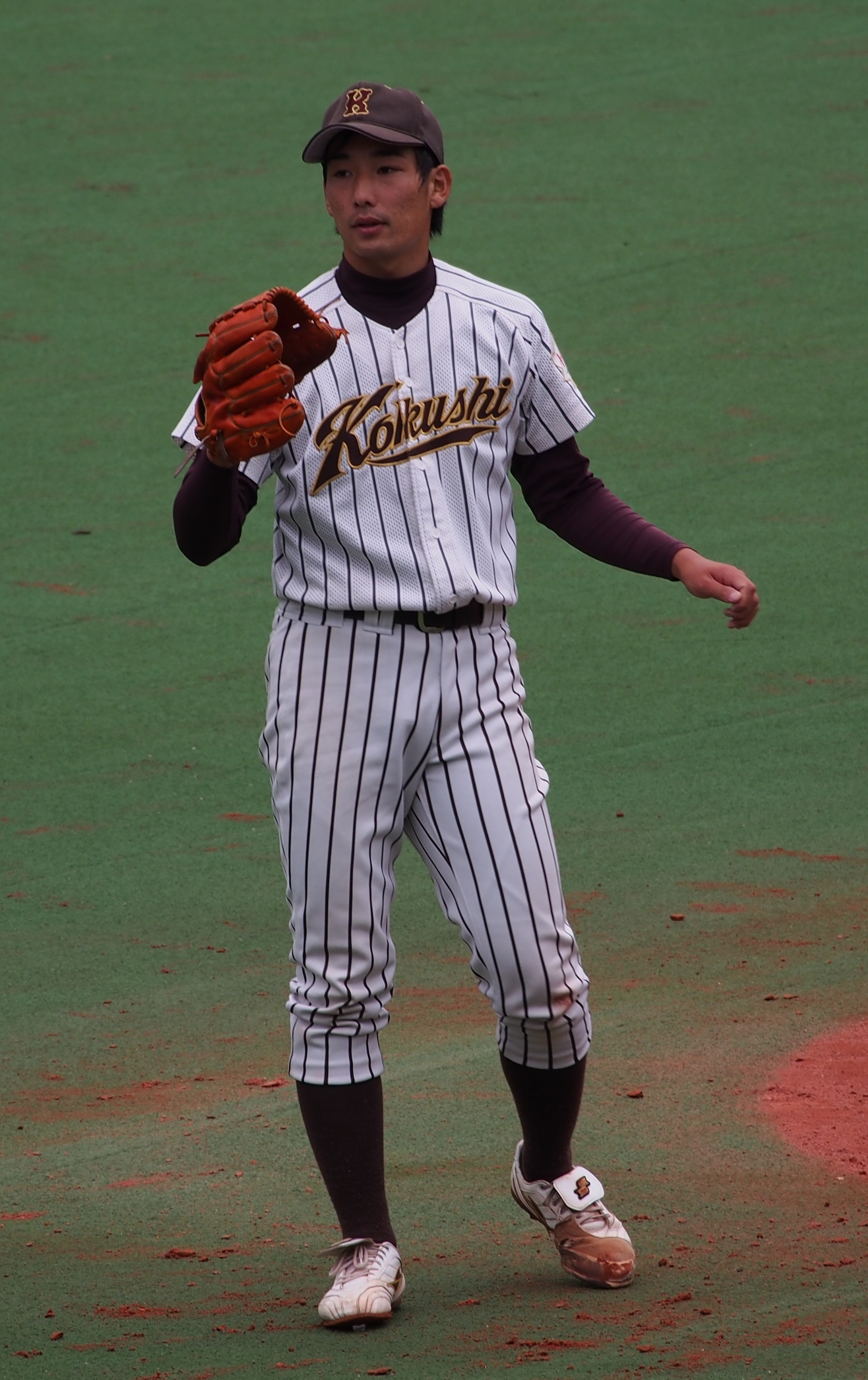
大学時代（2013年10月21日 明治神宮第二球場にて）

静岡市立清水第四中学校の軟式野球部で野球を始める（後述）と、サッカーの名門で進学校の静岡県立清水東高等学校に進学したが、甲子園球場の全国大会とは縁がなかった。
国士舘大学への進学後は、チームが東都大学野球の1部リーグに所属していた1年時からベンチ入りを果たすと、2部リーグに所属した2年時以降は救援投手として活躍した。2部通算52試合10勝8敗、防御率1.75。
2013年のNPBドラフト会議で、阪神タイガースから6巡目で指名。契約金3000万円、年俸660万円（金額は推定）という条件で入団した。背番号は67。

### 阪神時代
2014年は、二軍の春季安芸キャンプ中に実戦登板で好投を続けたことから、オープン戦の序盤以降に一軍に帯同した。レギュラーシーズンの開幕こそ二軍で迎えたが、4月2日の対中日ドラゴンズ戦（京セラドーム大阪）に先発投手として一軍公式戦に初めて登板すると、5回無失点で初勝利を挙げた。阪神の新人投手が一軍公式戦での初登板で勝利投手になった事例は、2007年の小嶋達也以来7年ぶり8人目であった。5月7日の中日戦（ナゴヤドーム）では、同期入団・同学年の梅野隆太郎とのコンビで、阪神の一軍公式戦では2002年の安藤優也 - 浅井良以来12年ぶりの「新人バッテリー」としてプレー。再び梅野とバッテリーを組んだ7月5日の対横浜DeNAベイスターズ戦（横浜スタジアム）では、阪神の一軍公式戦としては1983年の御子柴進 - 木戸克彦以来31年ぶりの「新人バッテリーによる勝利」を挙げた。7月後半からおよそ1か月間の二軍調整を経験したが、一軍公式戦では通算17試合に登板。先発で5勝4敗、防御率3.50を記録した。阪神にドラフト6位以下の順位で入団した新人投手が、一軍公式戦で5勝を挙げた事例は球団史上初めてであった。チームのレギュラーシーズン2位で迎えたポストシーズンでは登板機会がなかったものの、ポストシーズン終了後の11月11日に阪神甲子園球場で開かれた「日本プロ野球80周年記念試合」では、阪神・巨人連合チームの3番手投手として登板（1回2失点で敗戦投手）。11月21日には、推定年俸1500万円（前年から840万円増）という条件で契約を更改した。
2015年は、レギュラーシーズンの開幕から一軍の先発ローテーションに定着。シーズン中盤まで先発を任されたものの、勝利投手の権利を得る目前で制球難や集中打に見舞われるなど調子が安定せず5連敗を喫した。その影響で一軍と二軍の往復を繰り返したが、二軍調整中の7月12日には、ウエスタン・リーグの対オリックス・バファローズ戦（阪神鳴尾浜球場）で9回1失点の完投勝利を経験。一軍公式戦でも、シーズン8試合目の先発であった8月9日の対DeNA戦（横浜）で初勝利を挙げると、同月中に3連勝を記録した。一軍公式戦全体では、15試合の先発登板で防御率3.51を記録。ただし、9月以降に好投しながらも打線の援護に恵まれなかった試合が相次いだこともあって、3勝10敗と大きく負け越した。なお、レギュラーシーズン3位で迎えたクライマックスシリーズ（CS）では、10月10日に読売ジャイアンツ（巨人）とのファーストステージ第1戦（東京ドーム）でプロ入り後初の救援登板を果たした。シーズン終了後に、推定年俸2000万円（前年から500万円増）という条件で契約を更改。
2016年は、春季キャンプ中から背中の張りに悩まされた影響で、レギュラーシーズンを二軍でスタート。5月21日の対広島戦（甲子園）から一軍に合流したものの、先発投手としては、8月末まで13試合の登板で3勝5敗という成績にとどまった。一軍の左腕救援陣に故障者が続出したことを背景に、9月中旬から中継ぎに転向。転向後の救援登板で好投を続けたことから、シーズン終了後の調整では、中継ぎへの本格的な転向を視野に入れた。
2017年は、中継ぎ要員として、入団後初めてシーズンを通して一軍に帯同。髙橋聡文、桑原謙太朗、マルコス・マテオ、ラファエル・ドリスと共に勝ちパターンの一角を担った。9月18日の対広島東洋カープ戦（甲子園）では同点の8回表からシーズン60試合目の登板を果たしたが、2四球を与えた末に一死も取れずに降板。チームが降板の直後に逆転を許したことでシーズン初黒星を喫したほか、広島の2年連続リーグ優勝を確定させた。もっとも、レギュラーシーズンの一軍公式戦では、チームで2番目に多い66試合に登板。4勝1敗15ホールド、防御率2.39という好成績を残した。レギュラーシーズン2位で迎えたCSでは、DeNAとのファーストステージ（甲子園）に中継ぎとして2試合に登板したが、いずれの登板でも失点を記録。チームが同ステージで敗退した後に、推定年俸4500万円（前年から2000万円増）という条件で契約を更改した。
2018年は、左腕の先発投手が不足するチーム事情を背景に、状況次第で救援にも先発にも対応できるように春季キャンプから調整。レギュラーシーズンの一軍公式戦では、前年に続いて、中継ぎで60試合以上（61試合）の登板を果たした。もっとも、成績は1勝3敗10ホールド、防御率4.94と前年を下回ったほか、矢野燿大が一軍監督へ就任した秋季キャンプからは先発向けの調整を再開した。本人曰く「打たれることが多く、悔しいことばかり思い出す不完全燃焼のシーズン」とのことだったが、キャンプの終了後には推定年俸5000万円（前年から500万円増）という条件で契約を更改した。
2019年は、オープン戦中に左肘の張りを訴えた影響で、レギュラーシーズンを二軍でスタート。ウエスタン・リーグの公式戦では、2試合で先発登板を経験した。しかし、4月12日の対中日戦（甲子園）で一軍公式戦でのシーズン初登板を果たしてからは、中継ぎに専念した。インフルエンザA型へ罹患したことから、5月4日に出場選手登録を抹消。抹消と前後して下半身の故障に見舞われたこともあって、一軍への復帰は6月19日までずれ込んだ。復帰後は中継ぎで登板を重ねると、クローザーのドリスが不調などで登録を抹消された7月中旬頃からは、勝ちパターンでの登板機会が増加。レギュラーシーズン全体では、一軍公式戦の登板数が48試合と過去2年を下回ったものの、3勝0敗26ホールド、防御率1.01という好成績で、チームの2年ぶりCS進出に大きく貢献した。特に、6月以降は登板40試合で自責点を5にとどめたほか、7月26日の対巨人戦（東京ドーム）から8月24日の対ヤクルト戦（神宮）まで14試合連続無失点を記録。チームが最終戦まで広島とCSへの出場権を争った9月には、3連投を含む13試合の登板で防御率0.64を記録した。さらに、10試合に登板した対DeNA戦では、全試合を無失点で凌いでいる。CSでは、DeNAとのファーストステージ（横浜）全3試合と、巨人とのファイナルステージ（東京ドーム）2試合に救援で登板。CS終了後に推定年俸8000万円（前年から3000万円増）という条件で契約を更改したことによって、1990年代以降に新人扱いで阪神へ入団した生え抜きの投手では初めて、入団1年目からの6年連続昇給を確定させた。
2020年は、春季一軍キャンプの終盤に右足を痛めたため、キャンプ後から二軍で調整。例年より調整のペースが遅れていたものの、当初3月20日に予定されていたレギュラーシーズンの開幕が新型コロナウイルスへの感染拡大の影響でおよそ3か月延期されたことを背景に、開幕1か月前の5月19日から一軍へ合流した。29歳の誕生日であった6月19日に、巨人との開幕戦（東京ドーム）で1点リードの7回裏から登板。しかし、吉川尚輝に逆転の2点本塁打を打たれた結果、チームは開幕戦で4年ぶりに敗れた。7月には11試合の登板で、月間防御率0.84と好調だった。左肘の張りを理由に、同月25日から二軍での再調整を余儀なくされたが、開幕の直後からクローザーを務めるロベルト・スアレスが休養を理由にベンチ入りのメンバーから外れていた9月3日の対ヤクルト戦（甲子園）では、1点リードの9回表からの登板を無失点で凌いだ末に、一軍公式戦での初セーブを挙げた。オフに翌年からの背番号を13へ変更した。
2021年は、春季キャンプを一軍で迎え、そのまま一軍で開幕を迎えた。開幕後はクローザーを務めるスアレスに繋ぐセットアッパーとして起用され安定した成績を残していたが、5月25日の対千葉ロッテマリーンズ戦（甲子園）でレオネス・マーティンに逆転2点本塁打を被弾しシーズン初黒星を喫するなど徐々に調子を落とし、6月4日に疲労回復も兼ねて一軍登録を抹消された（同18日に再登録）。6月16日、東京オリンピック代表に選出され、主に「火消し」としての役割を任された。決勝戦となる8月7日の対アメリカ合衆国戦（横浜スタジアム）では8回無死一塁から登板し、クリーンアップを三者凡退に退け日本代表の金メダルに貢献した。8月15日の対広島戦（京セラドーム）ではオリンピック期間中に一時帰国し再合流の遅れたスアレスに代わって9回に登板し、シーズン初セーブを挙げた。8月24日、オリンピックでの活躍が評価され、静岡県民栄誉賞を受賞した。最終的にチーム最多タイの62試合登板を果たし、オフには5500万円増となる1億5000万円で更改した。
2022年、自主トレ中の1月25日に新型コロナウイルスの陽性判定を受け、春季キャンプ合流が遅れたが、その後は順調な調整を続け開幕一軍入りを果たした。シーズンは新外国人カイル・ケラーの開幕の不調 により抑えを任された。開幕戦こそは失点したものの、5月17日のヤクルト戦で失点するまで12試合連続で無失点。セ・パ交流戦では両リーグ最多の7セーブを挙げ、シーズン通算でも交流戦終了までに13セーブを挙げていたが、疲労を考慮し一旦出場選手登録を抹消された。8月には救援失敗が相次ぐなど不振に陥り 再び選手登録を抹消。この不振を受け投手コーチの金村曉は抑えを好調なケラーに交代、もしくは抑えを2人体制にすることを示唆したが、それ以降も抑えを務めた。9月20日のDeNA戦では2点リードの9回に3点を失い、リリーフ転向後ワーストとなる6敗目を喫した。最終的に57試合の登板で防御率1.96、28セーブだった。10月24日、4月上旬に取得したFA権を行使した上で、残留することを発表した。4年契約で推定年俸2億円となった。
2023年は守護神を務めていた湯浅京己の不調により5月から代役として守護神を務めた。オールスターには中継ぎ部門でファン投票1位で選出された。7月25日に同期入団の横田慎太郎の追悼試合として行われた対巨人戦（阪神甲子園球場）では9回に中継ぎとして登板し、無失点に抑えた。最終的に球団史上初の左腕投手でのシーズン30セーブを記録。ペナントレース優勝試合となる9月14日の対巨人戦（阪神甲子園球場）では9回表2点リードで登板。1点は失ったもののリードを守り切り、胴上げ投手となった。この年35セーブを挙げて初のタイトルとなる最多セーブのタイトルを獲得した。
2024年は岡田彰布監督の方針で、新外国人のハビー・ゲラと共にダブル守護神体制で開幕を迎えることとなった。しかし5月後半から共に不振に陥り、ゲラは6月5日に登録を抹消されたが、自身は守護神としての起用が続いた。6月20日にゲラが戻ってきて以降も9回に起用される割合が増え、最終的に60試合に登板して4勝4敗、23セーブ17ホールド、防御率2.20を記録した。

## 選手としての特徴
ゆったりとした球持ちの良い左投スリークォーターから繰り出す最速149km/hのキレのあるストレートが武器。スラーブやチェンジアップ、フォークを投げるが、それら変化球を投げる時もストレートを投げる時と同じ形で投球することができる。
下半身の粘りを活かした独特の投球フォームは、腕の振りが遅れてくるように見えると評される通り打者に球の出所を見えにくくさせている他、NPB全投手の中でもトップクラスとされる球持ちの良さを生み出している。トラックマンによる計測では、実際のストレートの最高球速が149km/hであるのに対し打者の体感速度は156km/hに相当するとされている。
大学時代には、3年生の時に東都大学野球2部秋季リーグで防御率0.94（リーグ2位）を記録。また、4年生の時には、シンカーを習得した。2年生からは救援投手としてもリーグ戦で活躍するなど、先発も中継ぎもこなせる順応性も持ち味である。
マウンドでは、どのような場面でもポーカーフェイスを貫きながら淡々と投げる。

## 人物・エピソード
四人兄弟の次男。幼少期に、母親が所属する地元のソフトボールチームで球拾いを経験し、これをきっかけに野球に興味を示すようになった。しかし、成長期における肩の酷使を憂慮した父親の方針で、小学校時代は基礎体力養成を優先するため、野球チームに入らず水泳部で活動した。水泳を通して肩・腕の柔軟な動きを身に付けながら足腰を鍛えたという。ちなみに、岩崎自身は平泳ぎを得意にしている。
学生時代からプロ野球への志向が強く、清水東高校在学中には、当時の監督に「プロ野球の世界に行きたい」と宣言。国士舘大学3年生の時には、監督の永田昌弘の勧めで社会人野球へ進むことが内定していたにもかかわらず、監督との面談の席でプロ野球を目指すことを明言した。その一方で、本当に指名されるとは思っておらず、ドラフト当日は寮の部屋でゲームをしていたという。もっとも、ドラフト当日の阪神は当初5選手の指名を予定しており、5巡目では岩崎と同じ左投手の山本翔也を指名していた。その後6巡目時点で他球団が岩崎を指名していなかったことを受け、岩崎を大学3年秋から視察していた中尾孝義スカウト（当時）が佐野仙好統括スカウトと高野栄一球団本部長（当時）に岩崎の指名を進言し、急遽その場で指名が決定されたという。
日本屈指のサッカーどころである清水区出身で、高校もサッカーの名門清水東高校とサッカーが身近にあったこともあり、サッカー好きで、オフシーズンに入ると実家から近いIAIスタジアムに足を運ぶ清水エスパルスのサポーターであると公言している（現在もスタジアムで応援する岩崎の目撃情報が話題になる）。エスパルスに所属する乾貴士が大の阪神ファンである縁もあって両者の対談が実現し、エスパルスの2024年の新体制発表会見にも「サポーター代表」として登場した。その際に乾から「ZAKI 13」のネームが入ったユニフォームを贈られ、2024年からは清水エスパルス公式入場曲である「RAIJIN『雷神』」を登場曲として使用している。
苗字の読み「いわざき」を「いわさき」と間違えられることが多く、大学時代には友人からニックネームとして「いわさき」と呼ばれていた。阪神入団後は「ザキさん」と呼ばれ親しまれている。
家族は大のヤクルトファンであったが、岩崎のプロ入りを機に一家で阪神を応援するようになった。岩崎自身も地元の野球教室で子供達からの質問コーナーで好きな球団を聞かれた際にかつてはヤクルトファンだったことを認めているが、上記の通りエスパルスサポーターであるため「今は清水エスパルスです」と答えている。また、阪神主催試合のヒーローインタビューで阪神百貨店から「ヒーロー賞」としてトラッキー（球団のマスコットキャラクター）のぬいぐるみを進呈される度に祖母へ贈っている。岩崎によると、プレゼントを贈ることが自身の励みになっているという。
幼少期から利き腕だけでなく左右両方の腕を積極的に用いる生活を行っていたが、母の勧めをきっかけに左利きに専念するようになった。
前述の通り投球場面ではポーカーフェイスを崩さないが、マウンドを降りると投球イメージとは対照的にユーモラスな一面を発揮する。
- 2020年、髙橋遥人が打席に立つ際の登場曲を勝手に鈴木雅之の「違う、そうじゃない」に変更した[111]。2021年、同じ手口で髙橋の打席登場曲を「崖の上のポニョ」に[112][113]、「雨男」として知られる青柳晃洋の打席登場曲を德永英明の「レイニーブルー」に変更した[114]。両者とも自身が打席に立つ際に初めて曲の変更に気づいたという。2022年、青柳の打席登場曲を50TA（狩野英孝）の「紅葉に抱かれて」に変更した[115]。青柳の名前の「晃洋（こうよう）」や、「50TA（背番号50タイガース青柳）」にかけてのことだという[116]。

- 2020年9月3日の対ヤクルト戦（甲子園）で好リリーフの岩貞祐太、ジョー・ガンケルと共にヒーローインタビューに登場した際、日本語でファンに向けた一言を求められたガンケルの言葉を真似てコメントを残した[117]。岩崎はその後も同シーズンのヒーローインタビューにおいて度々このコメントを使用した。
- 2021年はセットアッパーとして開幕から好調を保っていたが、同時に登板後に決まって残す「0点で抑えることができてよかったです」という定型化されたコメントでも注目を集めた。5月18日、球団から同コメントをモチーフとしたフェイスタオルが発売され[118]、これを受けた岩崎は「商品化することができてよかったです」とコメントを残した[119]。

- 同年8月15日の対広島戦（京セラドーム大阪）にてスアレスに代わってシーズン初セーブを挙げ、ヒーローインタビューに登場した。インタビュアーに「東京オリンピックの緊迫した場面で学んだことを言える範囲で1つ」と問われたが、20秒弱の間無言を貫いてファンを沸かせた[120]。

2022年1月8日、一般女性と結婚したことを発表。
東京オリンピック 野球日本代表（侍ジャパン）として金メダルを獲得した栄誉をたたえ、2022年1月7日、静岡市清水区のJR清水駅前に記念のゴールドポスト（第46号）が設置された（ゴールドポストプロジェクト）。

## 詳細情報

### 年度別投手成績
| 年 度      | 球 団      | 登 板 | 先 発 | 完 投 | 完 封 | 無 四 球 | 勝 利 | 敗 戦 | セ 丨 ブ | ホ 丨 ル ド | 勝 率 | 打 者 | 投 球 回 | 被 安 打 | 被 本 塁 打 | 与 四 球 | 敬 遠 | 与 死 球 | 奪 三 振 | 暴 投 | ボ 丨 ク | 失 点 | 自 責 点 | 防 御 率 | W H I P |
| ---------- | ---------- | ----- | ----- | ----- | ----- | -------- | ----- | ----- | -------- | ----------- | ----- | ----- | -------- | -------- | ----------- | -------- | ----- | -------- | -------- | ----- | -------- | ----- | -------- | -------- | ------- |
| 2014       | 阪神       | 17    | 17    | 0     | 0     | 0        | 5     | 4     | 0        | 0           | .556  | 379   | 90.0     | 85       | 6           | 26       | 3     | 4        | 76       | 1     | 0        | 37    | 35       | 3.50     | 1.23    |
| 2015       | 阪神       | 15    | 15    | 0     | 0     | 0        | 3     | 10    | 0        | 0           | .231  | 326   | 77.0     | 74       | 7           | 19       | 1     | 5        | 57       | 0     | 0        | 39    | 30       | 3.51     | 1.21    |
| 2016       | 阪神       | 16    | 13    | 0     | 0     | 0        | 3     | 5     | 0        | 0           | .375  | 319   | 74.1     | 73       | 10          | 27       | 0     | 2        | 59       | 3     | 0        | 33    | 30       | 3.63     | 1.35    |
| 2017       | 阪神       | 66    | 0     | 0     | 0     | 0        | 4     | 1     | 0        | 15          | .800  | 311   | 71.2     | 63       | 2           | 27       | 1     | 5        | 88       | 0     | 0        | 28    | 19       | 2.39     | 1.26    |
| 2018       | 阪神       | 61    | 0     | 0     | 0     | 0        | 1     | 3     | 0        | 10          | .250  | 275   | 62.0     | 66       | 8           | 25       | 2     | 4        | 70       | 5     | 0        | 37    | 34       | 4.94     | 1.47    |
| 2019       | 阪神       | 48    | 0     | 0     | 0     | 0        | 3     | 0     | 0        | 26          | 1.000 | 204   | 53.2     | 24       | 5           | 17       | 1     | 3        | 58       | 1     | 0        | 11    | 6        | 1.01     | 0.76    |
| 2020       | 阪神       | 41    | 0     | 0     | 0     | 0        | 5     | 2     | 2        | 17          | .714  | 163   | 39.2     | 26       | 2           | 15       | 1     | 2        | 37       | 3     | 0        | 9     | 8        | 1.82     | 1.03    |
| 2021       | 阪神       | 62    | 0     | 0     | 0     | 0        | 3     | 4     | 1        | 41          | .429  | 230   | 57.2     | 47       | 6           | 15       | 2     | 0        | 51       | 3     | 0        | 21    | 17       | 2.65     | 1.08    |
| 2022       | 阪神       | 57    | 0     | 0     | 0     | 0        | 1     | 6     | 28       | 11          | .143  | 239   | 55.0     | 63       | 1           | 10       | 1     | 2        | 44       | 0     | 0        | 16    | 12       | 1.96     | 1.33    |
| 2023       | 阪神       | 60    | 0     | 0     | 0     | 0        | 3     | 3     | 35       | 12          | .500  | 217   | 56.0     | 32       | 3           | 14       | 0     | 2        | 62       | 0     | 0        | 13    | 11       | 1.77     | 0.82    |
| 2024       | 阪神       | 60    | 0     | 0     | 0     | 0        | 4     | 4     | 23       | 17          | .500  | 231   | 57.1     | 48       | 3           | 15       | 1     | 0        | 46       | 1     | 0        | 14    | 14       | 2.20     | 1.10    |
| 通算：11年 | 通算：11年 | 503   | 45    | 0     | 0     | 0        | 35    | 42    | 89       | 149         | .455  | 2894  | 694.1    | 601      | 53          | 210      | 13    | 29       | 648      | 17    | 0        | 258   | 216      | 2.80     | 1.17    |

- 2024年度シーズン終了時
- 各年度の太字はリーグ最高

### オリンピックでの投手成績
| 年 度 | 代 表 | 登 板 | 先 発 | 勝 利 | 敗 戦 | セ ｜ ブ | 打 者 | 投 球 回 | 被 安 打 | 被 本 塁 打 | 与 四 球 | 敬 遠 | 与 死 球 | 奪 三 振 | 暴 投 | ボ ｜ ク | 失 点 | 自 責 点 | 防 御 率 |
| ----- | ----- | ----- | ----- | ----- | ----- | -------- | ----- | -------- | -------- | ----------- | -------- | ----- | -------- | -------- | ----- | -------- | ----- | -------- | -------- |
| 2021  | 日本  | 3     | 0     | 0     | 0     | 0        | 7     | 2.0      | 1        | 0           | 0        | 0     | 0        | 3        | 0     | 0        | 0     | 0        | 0.00     |

### 年度別守備成績
| 年 度 | 球 団 | 投手  | 投手  | 投手  | 投手  | 投手  | 投手     |
| 年 度 | 球 団 | 試 合 | 刺 殺 | 補 殺 | 失 策 | 併 殺 | 守 備 率 |
| ----- | ----- | ----- | ----- | ----- | ----- | ----- | -------- |
| 2014  | 阪神  | 17    | 4     | 11    | 1     | 0     | .938     |
| 2015  | 阪神  | 15    | 1     | 10    | 0     | 1     | 1.000    |
| 2016  | 阪神  | 16    | 3     | 14    | 0     | 2     | 1.000    |
| 2017  | 阪神  | 66    | 3     | 10    | 0     | 0     | 1.000    |
| 2018  | 阪神  | 61    | 1     | 9     | 0     | 0     | 1.000    |
| 2019  | 阪神  | 48    | 1     | 2     | 0     | 0     | 1.000    |
| 2020  | 阪神  | 41    | 0     | 5     | 1     | 0     | .833     |
| 2021  | 阪神  | 62    | 1     | 8     | 0     | 1     | 1.000    |
| 2022  | 阪神  | 57    | 3     | 7     | 1     | 1     | .909     |
| 2023  | 阪神  | 60    | 1     | 8     | 2     | 0     | .818     |
| 2024  | 阪神  | 60    | 2     | 6     | 0     | 1     | 1.000    |
| 通算  | 通算  | 503   | 20    | 90    | 5     | 6     | .957     |

- 2024年度シーズン終了時

### タイトル
- 最多セーブ投手：1回（2023年）

### 表彰
- 静岡県民栄誉賞（2021年）

### 記録
初記録
投手記録
- 初登板・初先発登板・初勝利・初先発勝利：2014年4月2日、対中日ドラゴンズ2回戦（京セラドーム大阪）、5回無失点[13]
- 初奪三振：同上、1回表にエクトル・ルナから空振り三振
- 初ホールド：2017年4月27日、対横浜DeNAベイスターズ4回戦（阪神甲子園球場）、6回表に2番手で救援登板、1回無失点
- 初セーブ：2020年9月3日、対東京ヤクルトスワローズ15回戦（阪神甲子園球場）、9回表に5番手で救援登板・完了 1回無失点

打撃記録
- 初打席：2014年4月2日、対中日ドラゴンズ2回戦（京セラドーム大阪）、3回裏に岡田俊哉から三振
- 初安打：2014年4月16日、対広島東洋カープ2回戦（MAZDA Zoom-Zoom スタジアム広島）、3回表に大瀬良大地から左前安打

節目の記録
- 100ホールド：2021年9月26日、対読売ジャイアンツ22回戦（東京ドーム）、8回裏に3番手で救援登板、1回2失点 ※史上38人目[123]
- 500試合登板：2024年9月21日、対横浜DeNAベイスターズ22回戦（横浜スタジアム）、9回裏に6番手で救援登板、1回無失点（勝利投手）※史上111人目[124]
- 100セーブ：2025年5月17日、対広島東洋カープ8回戦（阪神甲子園球場）、9回表に3番手で救援登板・完了、1回無失点 ※史上37人目、通算100ホールドと通算100セーブ両方の達成者は史上8人目[125]（左投げ投手としては初[4]）

その他の記録
- オールスターゲーム出場：4回（2021年、2022年、2023年、2024年）

### 背番号
- 67（2014年[12] - 2020年、2014年日米野球日本プロ野球80周年記念試合）
- 13（2021年[59] - 、2020年東京オリンピック）

### 登場曲
- 「GO!WAY!」清木場俊介（2014年）
- 「ONE」清木場俊介（2015年 - 2016年）
- 「Yume Be The Light」CTS（2017年 - 2018年）
- 「long my way」清木場俊介（2019年）
- 「アイキャントライ」河野万里奈（2019年7月23日[126] - 2023年）
- 「栄光の架橋」ゆず（2023年9月14日・2023年7月18日に死去した横田慎太郎が現役時代に使用していた登場曲を9回表に使用）
- 「RAIJIN『雷神』（清水エスパルス公式選手入場曲）」作曲:林哲司（2024年[127] - ）

### 代表歴
- 2020年東京オリンピックの野球競技・日本代表